# Pallacanestro agli Island Games
Il torneo di pallacanestro agli Island Games, si è svolto, ad eccezione di quella del 2005, in tutte le edizioni della manifestazione multisportiva, in quanto la pallacanestro è uno dei principali sport in programma.
Nell'edizione del 2013, si è svolto solo il torneo maschile.

## Torneo maschile
| Edizione | Sede           | Oro          | Argento      | Bronzo       |
| -------- | -------------- | ------------ | ------------ | ------------ |
| 1999     | Gotland        | Rodi         | Isole Cayman | Gotland      |
| 2001     | Isola di Man   | Rodi         | Isole Cayman | Gibilterra   |
| 2003     | Guernsey       | Rodi         | Isole Cayman | Bermuda      |
| 2007     | Rodi           | Minorca      | Bermuda      | Rodi         |
| 2009     | Isole Åland    | Bermuda      | Minorca      | Rodi         |
| 2011     | Isola di Wight | Bermuda      | Saaremaa     | Rodi         |
| 2013     | Bermuda        | Bermuda      | -            | -            |
| 2015     | Jersey         | Saaremaa     | Bermuda      | Gibilterra   |
| 2017     | Gotland        | Isole Cayman | Gibilterra   | Saaremaa     |
| 2019     | Gibilterra     | Isole Cayman | Saaremaa     | Gibilterra   |
| 2023     | Guernsey       | Saaremaa     | Minorca      | Isole Cayman |

## Torneo femminile
| Edizione | Sede           | Oro          | Argento                    | Bronzo       |
| -------- | -------------- | ------------ | -------------------------- | ------------ |
| 1999     | Gotland        | Gotland      | Gibilterra                 | Isola di Man |
| 2001     | Isola di Man   | Isole Cayman | Gibilterra                 | Guernsey     |
| 2003     | Guernsey       | Guernsey     | Gibilterra                 | Isole Cayman |
| 2007     | Rodi           | Minorca      | Isola del Principe Edoardo | Bermuda      |
| 2009     | Isole Åland    | Minorca      | Guernsey                   | Gibilterra   |
| 2011     | Isola di Wight | Minorca      | Gibilterra                 | Guernsey     |
| 2015     | Jersey         | Gotland      | Minorca                    | Gibilterra   |
| 2017     | Gotland        | Minorca      | Gotland                    | Guernsey     |
| 2019     | Gibilterra     | Minorca      | Gotland                    | Gibilterra   |
| 2023     | Guernsey       | Minorca      | Isole Cayman               | Guernsey     |